# Іветт Монреаль
Іветт Монреаль (англ. Yvette Monreal, нар. 9 липня 1992, Лос Анджелес, Каліфорнія, США) — американська акторка. Відома за ролями Йоланди Монтес у телесеріалі «Старґерл» та Габріела Белтран у фільмі бойовику «Рембо: Остання кров».

## Біографія
Монреаль виросла у Лондоні, Каліфорнія. Вона зацікавилася акторською майстерністю після відвідування театральних курсів у середній школі. Вона відчуває, що на це рішення її надихнула мати. Монреаль має наполовину чилійське і наполовину мексиканське походження. У дитинстві їй подобалася роль Жінки-кішки Геллі Беррі, і вона хотіла бути схожою на неї.  Вона сказала, що її виховання було «дуже католицьким».

## Фільмографія
| Рік       |    | Українська назва          | Оригінальна назва     | Роль             |
| --------- | -- | ------------------------- | --------------------- | ---------------- |
| 2013      | с  | Гарпії                    | Harpies               | Темперенс        |
| 2013      | с  | Жолобки та драбини        | Chutes & Ladders      | Олівія           |
| 2014      | кф | Кейсі                     | Casey                 | Кейсі            |
| 2014      | с  | Незграбна                 | Awkward               | Дівчина          |
| 2014      | тф | Втеча                     | Runway                | Джозі            |
| 2014—2015 | с  | Фальсифікація             | Faking It             | Рейган           |
| 2014      | с  | Матадор                   | Matador               | Сенна Галан      |
| 2015—2017 | с  | Фостери                   | The Fosters           | Адріана          |
| 2016      | ф  | Лоурайдери                | Lowriders             | Клаудія          |
| 2018      | ф  | Одного разу супергерой    | Once Upon a Superhero | Френкі           |
| 2018      | ф  | Мусон                     | Monsoon               | Кейтлін          |
| 2018      | с  | NCIS: Полювання на вбивць | NCIS                  | Майя Гузман      |
| 2019      | ф  | Рембо: Остання кров       | Rambo: Last Blood     | Габріела Белтран |
| 2020      | с  | Легенди завтрашнього дня  | Legends of Tomorrow   | Йоланда Монтес   |
| 2020—2022 | с  | Старґерл                  | Stargirl              | Йоланда Монтес   |
| 2023      | кф | Резар                     | Rezar                 | Каталіна         |